# Liste der Nummer-eins-Hits in Neuseeland (2009)
Dies ist eine Liste der Nummer-eins-Hits in Neuseeland im Jahr 2009. Sie basiert auf den offiziellen Single und Albums Top 40, die im Auftrag von Recorded Music NZ, dem neuseeländischen Vertreter der IFPI, ermittelt werden. Es gab in diesem Jahr 11 Nummer-eins-Singles und 28 Nummer-eins-Alben.

## Singles
| ← 2008 ← | Liste der Nummer-eins-Hits in Neuseeland | Liste der Nummer-eins-Hits in Neuseeland | Liste der Nummer-eins-Hits in Neuseeland                                                                                                | 2010 →                    |
| \| Zeitraum \| Wo. ges. \| Interpret \| Titel Autor(en) \| Zusätzliche Informationen \| \| (Zeitraum, Wochen auf Platz eins, Interpret, Titel, Autor[en], zusätzliche Informationen) \| \| \| \| \| \| ----------------------------------------------------------------------------------------- \| -------- \| ------------------------------------ \| --------------------------------------------------------------------------------------------------------------------------------------- \| ------------------------- \| \| 10. November 2008 – 18. Januar 2009 10 Wochen \| 10 \| Lady Gaga \| Poker Face Stefani Germanotta, Nadir Khayat \| – \| \| 19. Januar 2009 – 22. Februar 2009 5 Wochen \| 5 \| Jason Mraz \| I’m Yours Jason Thomas Mraz \| – \| \| 23. Februar 2009 – 10. Mai 2009 11 Wochen \| 11 \| Smashproof feat. Gin \| Brother Sidney Roy K. Diamond, Fred Faʻafou, Marc Michel Gremillon, Stany Roger Kibulu \| – \| \| 11. Mai 2009 – 17. Mai 2009 1 Woche \| 1 \| Eminem \| We Made You Marshall Mathers, Mark Christopher Batson, Walter Lindsay Egan, Trevor Lawrence Jr., Dawain W. Parker, André Romell Young \| – \| \| 18. Mai 2009 – 28. Juni 2009 6 Wochen \| 6 \| Keri Hilson feat. Kanye West & Ne-Yo \| Knock You Down Kevin Bryant Cossom, Marcella Christina Araica, Floyd Nathaniel Hills, Keri Lynn Hilson, Shaffer Smith, Kanye Omari West \| – \| \| 29. Juni 2009 – 30. August 2009 9 Wochen \| 9 \| The Black Eyed Peas \| I Gotta Feeling Pierre David Guetta, Frederic Jean Riesterer, Will Adams, Stacy Ferguson, Allan Apll Pineda, Jaime Luis Gomez \| – \| \| 31. August 2009 – 20. September 2009 3 Wochen \| 3 \| Beyoncé \| Sweet Dreams Richard Preston Butler Jr., Beyoncé Gisselle Knowles, James Gregory Scheffer, Wayne Andrew Wilkins \| – \| \| 21. September 2009 – 11. Oktober 2009 3 Wochen \| 3 \| David Guetta feat. Akon \| Sexy Bitch David Guetta, Jean-Claude Sindres, Aliaune Thiam, Sandy Julien Wilhelm, Giorgio H. Tuinfort \| – \| \| 12. Oktober 2009 – 15. November 2009 5 Wochen \| 5 \| Kesha \| Tik Tok Kesha Sebert, Benjamin Levin, Lukasz Gottwald \| – \| \| 16. November 2009 – 6. Dezember 2009 3 Wochen \| 3 \| Jason Derulo \| Whatcha Say Jason Joel Desrouleaux, Imogen Jennifer Heap, Jonathan Rotem, Kisean Paul Anderson \| – \| \| 7. Dezember 2009 – 14. Februar 2010 10 Wochen \| 10 \| Stan Walker \| Black Box Wayne Anthony Hector, Lucas Secon, Mich Hedin Hansen, Jonas Jeberg \| – \| |                                          |                                          | |                           |
| ← 2008 |                                          |                                          | | → 2010 →                  |
| Zeitraum | Wo. ges.                                 | Interpret                                | Titel Autor(en) | Zusätzliche Informationen |
| (Zeitraum, Wochen auf Platz eins, Interpret, Titel, Autor[en], zusätzliche Informationen) |                                          |                                          | |                           |
| 10. November 2008 – 18. Januar 2009 10 Wochen | 10                                       | Lady Gaga                                | Poker Face Stefani Germanotta, Nadir Khayat                                                                                             | –                         |
| 19. Januar 2009 – 22. Februar 2009 5 Wochen | 5                                        | Jason Mraz                               | I’m Yours Jason Thomas Mraz | –                         |
| 23. Februar 2009 – 10. Mai 2009 11 Wochen | 11                                       | Smashproof feat. Gin                     | Brother Sidney Roy K. Diamond, Fred Faʻafou, Marc Michel Gremillon, Stany Roger Kibulu                                                  | –                         |
| 11. Mai 2009 – 17. Mai 2009 1 Woche | 1                                        | Eminem                                   | We Made You Marshall Mathers, Mark Christopher Batson, Walter Lindsay Egan, Trevor Lawrence Jr., Dawain W. Parker, André Romell Young   | –                         |
| 18. Mai 2009 – 28. Juni 2009 6 Wochen | 6                                        | Keri Hilson feat. Kanye West & Ne-Yo     | Knock You Down Kevin Bryant Cossom, Marcella Christina Araica, Floyd Nathaniel Hills, Keri Lynn Hilson, Shaffer Smith, Kanye Omari West | –                         |
| 29. Juni 2009 – 30. August 2009 9 Wochen | 9                                        | The Black Eyed Peas                      | I Gotta Feeling Pierre David Guetta, Frederic Jean Riesterer, Will Adams, Stacy Ferguson, Allan Apll Pineda, Jaime Luis Gomez           | –                         |
| 31. August 2009 – 20. September 2009 3 Wochen | 3                                        | Beyoncé                                  | Sweet Dreams Richard Preston Butler Jr., Beyoncé Gisselle Knowles, James Gregory Scheffer, Wayne Andrew Wilkins                         | –                         |
| 21. September 2009 – 11. Oktober 2009 3 Wochen | 3                                        | David Guetta feat. Akon                  | Sexy Bitch David Guetta, Jean-Claude Sindres, Aliaune Thiam, Sandy Julien Wilhelm, Giorgio H. Tuinfort                                  | –                         |
| 12. Oktober 2009 – 15. November 2009 5 Wochen | 5                                        | Kesha                                    | Tik Tok Kesha Sebert, Benjamin Levin, Lukasz Gottwald                                                                                   | –                         |
| 16. November 2009 – 6. Dezember 2009 3 Wochen | 3                                        | Jason Derulo                             | Whatcha Say Jason Joel Desrouleaux, Imogen Jennifer Heap, Jonathan Rotem, Kisean Paul Anderson                                          | –                         |
| 7. Dezember 2009 – 14. Februar 2010 10 Wochen | 10                                       | Stan Walker                              | Black Box Wayne Anthony Hector, Lucas Secon, Mich Hedin Hansen, Jonas Jeberg                                                            | –                         |

## Alben
| ← 2008 ← | Liste der Nummer-eins-Hits in Neuseeland | Liste der Nummer-eins-Hits in Neuseeland | Liste der Nummer-eins-Hits in Neuseeland                    | 2010 →                    |
| \| Zeitraum \| Wo. ges. \| Interpret \| Titel \| Zusätzliche Informationen \| \| (Zeitraum, Wochen auf Platz eins, Interpret, Titel, zusätzliche Informationen) \| \| \| \| \| \| ------------------------------------------------------------------------------ \| -------- \| ------------------- \| ----------------------------------------------------------- \| ------------------------- \| \| 15. Dezember 2008 – 25. Januar 2009 6 Wochen \| 6 \| Billy T. James \| The Comic Genius of Billy T. James \| – \| \| 26. Januar 2009 – 1. Februar 2009 1 Woche (insgesamt 2) \| 2 \| Basshunter \| Now You’re Gone – The Album \| – \| \| 2. Februar 2009 – 8. Februar 2009 1 Woche \| 1 \| Bruce Springsteen \| Working on a Dream \| – \| \| 9. Februar 2009 – 15. Februar 2009 1 Woche \| 1 \| (Soundtrack) \| Twilight \| – \| \| 16. Februar 2009 – 22. Februar 2009 1 Woche (insgesamt 2) \| 2 \| Basshunter \| Now You’re Gone – The Album \| – \| \| 23. Februar 2009 – 8. März 2009 2 Wochen (insgesamt 9) \| 9 \| Kings of Leon \| Only by the Night \| – \| \| 9. März 2009 – 22. März 2009 2 Wochen \| 2 \| U2 \| No Line on the Horizon \| – \| \| 23. März 2009 – 29. März 2009 1 Woche \| 1 \| Taylor Swift \| Fearless \| – \| \| 30. März 2009 – 19. April 2009 3 Wochen (insgesamt 9) \| 9 \| Kings of Leon \| Only by the Night \| – \| \| 20. April 2009 – 26. April 2009 1 Woche \| 1 \| Paul Potts \| Passione \| – \| \| 27. April 2009 – 17. Mai 2009 3 Wochen \| 3 \| Ronan Keating \| Songs for My Mother \| – \| \| 18. Mai 2009 – 24. Mai 2009 1 Woche \| 1 \| Green Day \| 21st Century Breakdown \| – \| \| 25. Mai 2009 – 31. Mai 2009 1 Woche \| 1 \| Eminem \| Relapse \| – \| \| 1. Juni 2009 – 5. Juli 2009 5 Wochen \| 5 \| Fat Freddy’s Drop \| Dr. Boondigga and the Big BW \| – \| \| 6. Juli 2009 – 12. Juli 2009 1 Woche \| 1 \| Michael Jackson \| Thriller (25th Anniversary Edition) \| – \| \| 13. Juli 2009 – 19. Juli 2009 1 Woche \| 1 \| Michael Jackson \| Number Ones \| – \| \| 20. Juli 2009 – 26. Juli 2009 1 Woche \| 1 \| (Soundtrack) \| Hannah Montana: The Movie \| – \| \| 27. Juli 2009 – 9. August 2009 2 Wochen \| 2 \| Michael Jackson \| The Essential \| – \| \| 10. August 2009 – 23. August 2009 2 Wochen (insgesamt 4) \| 4 \| The Black Eyed Peas \| The E.N.D. \| – \| \| 24. August 2009 – 30. August 2009 1 Woche \| 1 \| Fly My Pretties \| A Story \| – \| \| 31. August 2009 – 6. September 2009 1 Woche (insgesamt 4) \| 4 \| The Black Eyed Peas \| The E.N.D. \| – \| \| 7. September 2009 – 13. September 2009 1 Woche \| 1 \| Roger Whittaker \| Greatest Hits: The Golden Age Of – 50 Years of Classic Hits \| – \| \| 14. September 2009 – 20. September 2009 1 Woche (insgesamt 4) \| 4 \| The Black Eyed Peas \| The E.N.D. \| – \| \| 21. September 2009 – 27. September 2009 1 Woche \| 1 \| Muse \| The Resistance \| – \| \| 28. September 2009 – 4. Oktober 2009 1 Woche \| 1 \| Pearl Jam \| Backspacer \| – \| \| 5. Oktober 2009 – 18. Oktober 2009 2 Wochen \| 2 \| Paramore \| Brand New Eyes \| – \| \| 19. Oktober 2009 – 25. Oktober 2009 1 Woche \| 1 \| Ladyhawke \| Ladyhawke: Collector’s Edition \| – \| \| 26. Oktober 2009 – 1. November 2009 1 Woche (insgesamt 5) \| 5 \| Gin \| Holy Smoke \| – \| \| 2. November 2009 – 8. November 2009 1 Woche \| 1 \| Michael Jackson \| This Is It \| – \| \| 9. November 2009 – 15. November 2009 1 Woche \| 1 \| Foo Fighters \| Greatest Hits \| – \| \| 16. November 2009 – 29. November 2009 2 Wochen \| 2 \| Shapeshifter \| The System Is a Vampire \| – \| \| 30. November 2009 – 31. Januar 2010 9 Wochen (insgesamt 12) \| 12 \| Susan Boyle \| I Dreamed a Dream \| – \| |                                          |                                          |                                                             |                           |
| ← 2008 |                                          |                                          |                                                             | → 2010 →                  |
| Zeitraum | Wo. ges.                                 | Interpret                                | Titel                                                       | Zusätzliche Informationen |
| (Zeitraum, Wochen auf Platz eins, Interpret, Titel, zusätzliche Informationen) |                                          |                                          |                                                             |                           |
| 15. Dezember 2008 – 25. Januar 2009 6 Wochen | 6                                        | Billy T. James                           | The Comic Genius of Billy T. James                          | –                         |
| 26. Januar 2009 – 1. Februar 2009 1 Woche (insgesamt 2) | 2                                        | Basshunter                               | Now You’re Gone – The Album                                 | –                         |
| 2. Februar 2009 – 8. Februar 2009 1 Woche | 1                                        | Bruce Springsteen                        | Working on a Dream                                          | –                         |
| 9. Februar 2009 – 15. Februar 2009 1 Woche | 1                                        | (Soundtrack)                             | Twilight                                                    | –                         |
| 16. Februar 2009 – 22. Februar 2009 1 Woche (insgesamt 2) | 2                                        | Basshunter                               | Now You’re Gone – The Album                                 | –                         |
| 23. Februar 2009 – 8. März 2009 2 Wochen (insgesamt 9) | 9                                        | Kings of Leon                            | Only by the Night                                           | –                         |
| 9. März 2009 – 22. März 2009 2 Wochen | 2                                        | U2                                       | No Line on the Horizon                                      | –                         |
| 23. März 2009 – 29. März 2009 1 Woche | 1                                        | Taylor Swift                             | Fearless                                                    | –                         |
| 30. März 2009 – 19. April 2009 3 Wochen (insgesamt 9) | 9                                        | Kings of Leon                            | Only by the Night                                           | –                         |
| 20. April 2009 – 26. April 2009 1 Woche | 1                                        | Paul Potts                               | Passione                                                    | –                         |
| 27. April 2009 – 17. Mai 2009 3 Wochen | 3                                        | Ronan Keating                            | Songs for My Mother                                         | –                         |
| 18. Mai 2009 – 24. Mai 2009 1 Woche | 1                                        | Green Day                                | 21st Century Breakdown                                      | –                         |
| 25. Mai 2009 – 31. Mai 2009 1 Woche | 1                                        | Eminem                                   | Relapse                                                     | –                         |
| 1. Juni 2009 – 5. Juli 2009 5 Wochen | 5                                        | Fat Freddy’s Drop                        | Dr. Boondigga and the Big BW                                | –                         |
| 6. Juli 2009 – 12. Juli 2009 1 Woche | 1                                        | Michael Jackson                          | Thriller (25th Anniversary Edition)                         | –                         |
| 13. Juli 2009 – 19. Juli 2009 1 Woche | 1                                        | Michael Jackson                          | Number Ones                                                 | –                         |
| 20. Juli 2009 – 26. Juli 2009 1 Woche | 1                                        | (Soundtrack)                             | Hannah Montana: The Movie                                   | –                         |
| 27. Juli 2009 – 9. August 2009 2 Wochen | 2                                        | Michael Jackson                          | The Essential                                               | –                         |
| 10. August 2009 – 23. August 2009 2 Wochen (insgesamt 4) | 4                                        | The Black Eyed Peas                      | The E.N.D.                                                  | –                         |
| 24. August 2009 – 30. August 2009 1 Woche | 1                                        | Fly My Pretties                          | A Story                                                     | –                         |
| 31. August 2009 – 6. September 2009 1 Woche (insgesamt 4) | 4                                        | The Black Eyed Peas                      | The E.N.D.                                                  | –                         |
| 7. September 2009 – 13. September 2009 1 Woche | 1                                        | Roger Whittaker                          | Greatest Hits: The Golden Age Of – 50 Years of Classic Hits | –                         |
| 14. September 2009 – 20. September 2009 1 Woche (insgesamt 4) | 4                                        | The Black Eyed Peas                      | The E.N.D.                                                  | –                         |
| 21. September 2009 – 27. September 2009 1 Woche | 1                                        | Muse                                     | The Resistance                                              | –                         |
| 28. September 2009 – 4. Oktober 2009 1 Woche | 1                                        | Pearl Jam                                | Backspacer                                                  | –                         |
| 5. Oktober 2009 – 18. Oktober 2009 2 Wochen | 2                                        | Paramore                                 | Brand New Eyes                                              | –                         |
| 19. Oktober 2009 – 25. Oktober 2009 1 Woche | 1                                        | Ladyhawke                                | Ladyhawke: Collector’s Edition                              | –                         |
| 26. Oktober 2009 – 1. November 2009 1 Woche (insgesamt 5) | 5                                        | Gin                                      | Holy Smoke                                                  | –                         |
| 2. November 2009 – 8. November 2009 1 Woche | 1                                        | Michael Jackson                          | This Is It                                                  | –                         |
| 9. November 2009 – 15. November 2009 1 Woche | 1                                        | Foo Fighters                             | Greatest Hits                                               | –                         |
| 16. November 2009 – 29. November 2009 2 Wochen | 2                                        | Shapeshifter                             | The System Is a Vampire                                     | –                         |
| 30. November 2009 – 31. Januar 2010 9 Wochen (insgesamt 12) | 12                                       | Susan Boyle                              | I Dreamed a Dream                                           | –                         |

## Jahreshitparaden
| ← 2008 ← | Liste der Nummer-eins-Hits in Neuseeland | Liste der Nummer-eins-Hits in Neuseeland       | Liste der Nummer-eins-Hits in Neuseeland | 2010 →   |
| \| Singles \| Position# \| Alben \| \| ------------------------------------------------------------------------------------------------------------------------------------------------------------------------------------------------------------------------------------ \| --------- \| ---------------------------------------------- \| \| I Gotta Feeling The Black Eyed Peas Pierre David Guetta, Frederic Jean Riesterer, Will Adams, Stacy Ferguson, Allan Apll Pineda, Jaime Luis Gomez \| 1 \| I Dreamed a Dream Susan Boyle \| \| Brother Smashproof feat. Gin Sidney Roy K. Diamond, Fred Faʻafou, Marc Michel Gremillon, Stany Roger Kibulu \| 2 \| Fearless Taylor Swift \| \| Sexy Bitch David Guetta feat. Akon David Guetta, Jean-Claude Sindres, Aliaune Thiam, Sandy Julien Wilhelm, Giorgio H. Tuinfort \| 3 \| The Fame Lady Gaga \| \| Tik Tok Kesha Kesha Sebert, Benjamin Levin, Lukasz Gottwald \| 4 \| Holy Smoke Gin \| \| Boom Boom Pow Black Eyed Peas William Adams, Allan Apll Pineda, Jaime Gomez, Stacy Ferguson \| 5 \| The E.N.D. The Black Eyed Peas \| \| I’m Yours Jason Mraz Jason Thomas Mraz \| 6 \| Introducing Stan Walker \| \| Right Round Flo Rida feat. Kesha Philip Martin Lawrence II, Lukasz Gottwald, Tramar Dillard, Justin Scott Franks, Allan Peter Grigg, Peter Jozzepi Burns, Stephen Coy, Timothy John Lever, Michael David Percy, Peter Gene Hernandez \| 7 \| Dr. Boondigga and the Big BW Fat Freddy’s Drop \| \| Halo Beyoncé Ryan Benjamin Tedder, Evan Kidd Bogart, Beyoncé Giselle Knowles \| 8 \| Only by the Night Kings of Leon \| \| Sweet Dreams Beyoncé Richard Preston Butler Jr., Beyoncé Gisselle Knowles, James Gregory Scheffer, Wayne Andrew Wilkins \| 9 \| Songs for My Mother Ronan Keating \| \| Knock You Down Keri Hilson feat. Kanye West & Ne-Yo Kevin Bryant Cossom, Marcella Christina Araica, Floyd Nathaniel Hills, Keri Lynn Hilson, Shaffer Smith, Kanye Omari West \| 10 \| This Is It Michael Jackson \| |                                          |                                                |                                          |          |
| ← 2008 |                                          |                                                |                                          | → 2010 → |
| Singles | Position#                                | Alben                                          |                                          |          |
| I Gotta Feeling The Black Eyed Peas Pierre David Guetta, Frederic Jean Riesterer, Will Adams, Stacy Ferguson, Allan Apll Pineda, Jaime Luis Gomez | 1                                        | I Dreamed a Dream Susan Boyle                  |                                          |          |
| Brother Smashproof feat. Gin Sidney Roy K. Diamond, Fred Faʻafou, Marc Michel Gremillon, Stany Roger Kibulu | 2                                        | Fearless Taylor Swift                          |                                          |          |
| Sexy Bitch David Guetta feat. Akon David Guetta, Jean-Claude Sindres, Aliaune Thiam, Sandy Julien Wilhelm, Giorgio H. Tuinfort | 3                                        | The Fame Lady Gaga                             |                                          |          |
| Tik Tok Kesha Kesha Sebert, Benjamin Levin, Lukasz Gottwald | 4                                        | Holy Smoke Gin                                 |                                          |          |
| Boom Boom Pow Black Eyed Peas William Adams, Allan Apll Pineda, Jaime Gomez, Stacy Ferguson | 5                                        | The E.N.D. The Black Eyed Peas                 |                                          |          |
| I’m Yours Jason Mraz Jason Thomas Mraz | 6                                        | Introducing Stan Walker                        |                                          |          |
| Right Round Flo Rida feat. Kesha Philip Martin Lawrence II, Lukasz Gottwald, Tramar Dillard, Justin Scott Franks, Allan Peter Grigg, Peter Jozzepi Burns, Stephen Coy, Timothy John Lever, Michael David Percy, Peter Gene Hernandez | 7                                        | Dr. Boondigga and the Big BW Fat Freddy’s Drop |                                          |          |
| Halo Beyoncé Ryan Benjamin Tedder, Evan Kidd Bogart, Beyoncé Giselle Knowles | 8                                        | Only by the Night Kings of Leon                |                                          |          |
| Sweet Dreams Beyoncé Richard Preston Butler Jr., Beyoncé Gisselle Knowles, James Gregory Scheffer, Wayne Andrew Wilkins | 9                                        | Songs for My Mother Ronan Keating              |                                          |          |
| Knock You Down Keri Hilson feat. Kanye West & Ne-Yo Kevin Bryant Cossom, Marcella Christina Araica, Floyd Nathaniel Hills, Keri Lynn Hilson, Shaffer Smith, Kanye Omari West | 10                                       | This Is It Michael Jackson                     |                                          |          |